# Und wenn wir alle zusammenziehen?
Und wenn wir alle zusammenziehen? ist ein französisch-deutscher Spielfilm des Regisseurs Stéphane Robelin aus dem Jahr 2011. Der Film handelt von fünf Menschen, die in Freundschaft verbunden gealtert sind und schließlich zusammenziehen.

## Handlung
Annie und Jean, ein älteres Paar, besitzen ein großes Haus. Jean ist politisch aktiv und reagiert schnell cholerisch und mit Auszugsdrohungen. Annie ist Psychologin und reagiert auf die Ausbrüche ihres Mannes routiniert mit sexuellen Angeboten, die die beiden schnell wieder versöhnen. Auch möchte Annie einen Pool, damit ihre Enkelkinder wieder zu Besuch kommen, was Jean dekadent findet. 
Jeanne und Albert sind ein befreundetes Paar und auch Claude gehört zu diesem gealterten engen Freundeskreis. Weil sich Claudes Sohn Sorgen um seinen herzkranken Vater macht, muss dieser nach einem zweiten Herzanfall, den er bei einem seiner regelmäßigen Besuche bei einer Prostituierten hatte, ins Altersheim. 
Jeanne verschweigt ihrem Mann Albert die Ernsthaftigkeit ihrer erneuten Krebserkrankung und Albert, der häufig orientierungslos ist und viele Dinge vergisst, wird von seinem großen Hund umgeworfen. Die Tochter beschließt, dass das Tier nun ins Tierheim muss.
Diese Umstände bringen die fünf Freunde auf die Idee, sich zusammenzutun und gemeinsam in das Haus von Annie und Jean zu ziehen. Der ursprünglich für die Betreuung des Hundes engagierte deutsche Ethnologiestudent Dirk schreibt schließlich seine Doktorarbeit über das WG-Leben und zieht mit in diese WG ein. Dabei macht er häufig Videoaufnahmen und interviewt die Bewohner. Jeanne erzählt ihm offen über ihr Liebesleben und ihre Sexualität im Alter; Claude möchte, dass er ihm Viagra besorgt; Albert erinnert sich immer wieder aufs Neue an die schrecklichen Kriegserlebnisse mit den Deutschen, in denen sein Vater umkam. 
Im Laufe des Zusammenlebens kommt es zu einigen mehr oder weniger dramatischen Ereignissen: Das Haus wird aufgrund von Alberts fortschreitender Demenz völlig unter Wasser gesetzt, die vierzig Jahre zurückliegenden Affären von Claude mit Annie und mit Jeanne kommen ans Licht und alle müssen mit diesen Veränderungen und Offenbarungen zurechtkommen. Jeanne stirbt schließlich, und der Film endet damit, dass der demente Albert laut rufend nach seiner Frau sucht, da er sich nicht daran erinnert, dass sie gestorben ist, und sich die anderen vier anschließen und laut nach Jeanne rufend in den Park laufen.

## Produktion und Filmstart
Der Film wurde im Sommer 2010 ausschließlich in Frankreich gedreht, vor allem im Département Hauts-de-Seine und in Paris selbst. Die Produzenten wendeten dafür 3,73 Mio. Euro auf.
Die Weltpremiere fand am 13. August 2011 auf dem Internationalen Filmfestival von Locarno statt. Der Film lief ab dem 18. Januar 2012 in den französischen und ab dem 5. April 2012 in den deutschen Kinos.
International wurde er unter dem Titel And If We All Lived Together vermarktet. Filmstart in Norwegen war im April, im Juni folgten Spanien und Belgien, im Juli wurde er in den Niederlanden und in Australien gezeigt. Danach lief er in Brasilien, teilweise in den USA, in Griechenland, Japan, Italien, Rumänien, Polen, Argentinien, Portugal, Taiwan, Israel und in Mexiko.

## Festivalteilnahmen
- 13. August 2011: Internationales Filmfestival von Locarno, Schweiz
- Oktober 2011: Mumbai Film Festival, Indien
- November 2011: Französische Filmtage Tübingen-Stuttgart
- November 2011: Festival de Sarlat, Frankreich
- 12. April 2012: Buenos Aires International Festival of Independent Cinema, Argentinien
- 28. September 2012: Festival du Film Francophone de Namur, Belgien
- 9. November 2012: Taipei Golden Horse Film Festival, Taiwan
- 18. September 2013: Sea Film Festival, Niederlande

## Kritiken
„Dass Robelins heiterer Film über eine eigenwillige Rentner-WG nicht nur prominent besetzt, sondern darüber hinaus auch sehr unterhaltsam ist, liegt neben der amüsanten Grundidee vor allem an seiner präzisen Inszenierung und jeder Menge unverbrauchten Pointen.“

„Robelin ist mit seinem zweiten Feature-Film ein ebenso anrührendes wie heiteres Generationenporträt gelungen …“

„Seinen komödiantischen Blick auf die Verwicklungen schmeckt der Film mit dramatisch-pathetischen Szenen und Abstechern ins Makabre ab, ohne dem Thema ‚Alter‘ viel mehr als eine mäßig originelle Nummernrevue abzugewinnen.“

„Robelins Erzählweise überzeugt vor allen in den emotionalen Zwischentönen, den kurzen Blickwechseln, den ungesagten Bekenntnissen und den Gesten langjähriger Vertrautheit. Die Konflikte hingegen bleiben von ritualisierten Ehekrisen bis zur Aufdeckung längst vergangener Liebschaften allzu überschaubar.“